# STASY SA
La STASY SA ou Statherés Sygkinoníes SA (en grec moderne : ΣΤΑΣΥ ΑΕ ou  Σταθερές Συγκοινωνίες ΑΕ) est une société anonyme grecque, responsable du fonctionnement de toutes les formes de transport en commun en site propre (notamment métro et tramway) dans l'agglomération d'Athènes, du Pirée et de leurs banlieues.

## Histoire
La création de l'entreprise est née de la volonté du gouvernement grec de réorganiser la gestion des transports en commun d'Athènes, en regroupant par fusion les différentes entreprises responsables des réseaux, pour en diminuer le coût de l'exploitation. La Statherés Sygkinoníes SA est créée le 17 juin 2011 par la fusion de plusieurs entreprises.